# Iris Smith

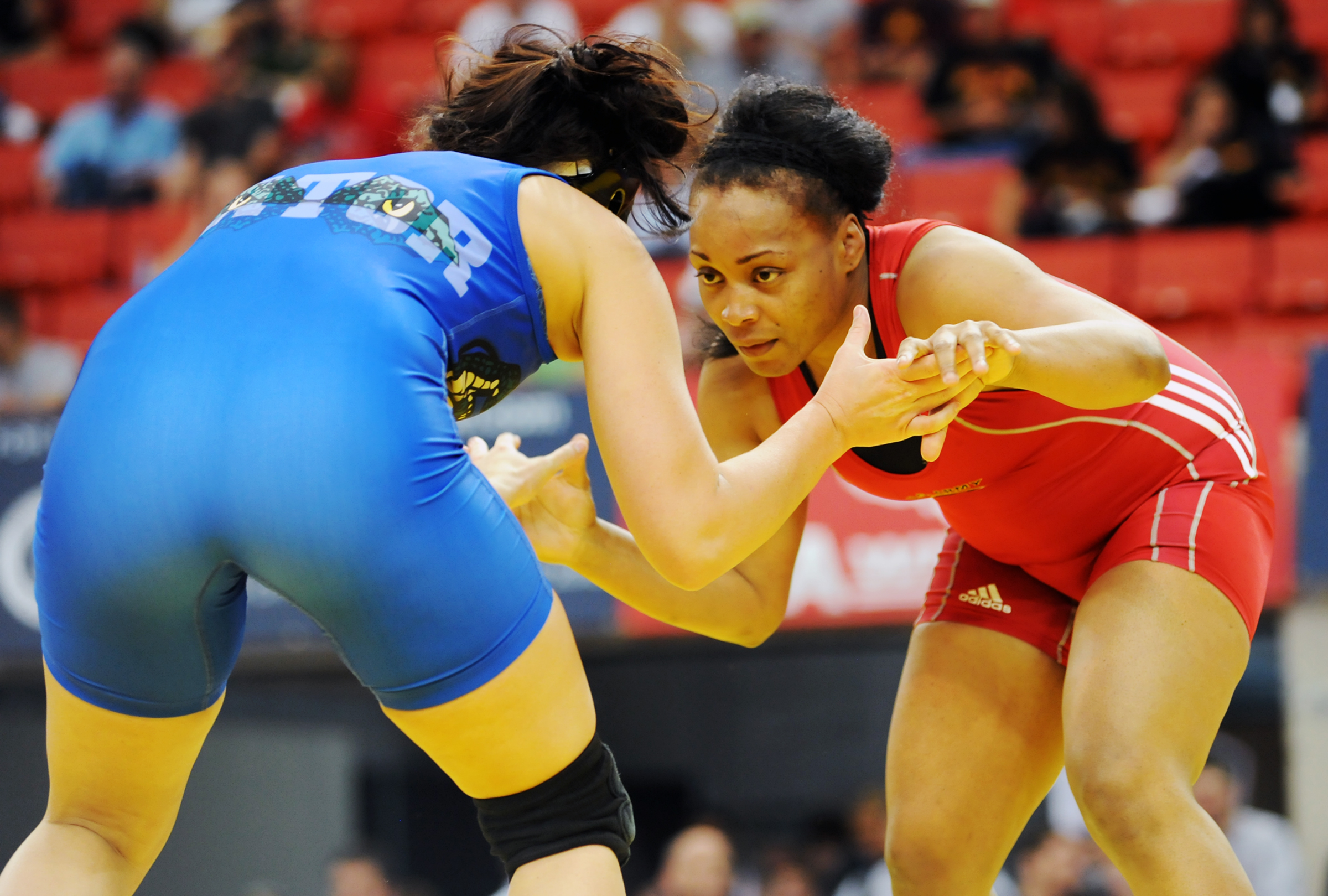
Iris Smith (rechts, 2011)

Iris Smith (* 15. Oktober  1979 in Albany, Georgia) ist eine US-amerikanische Ringerin. Sie war 2005 Weltmeisterin in der Gewichtsklasse bis 72 kg.

## Werdegang
Iris Smith wuchs in ihrer Heimatstadt Albany auf und begann dort im Alter von 15 Jahren im Jahre 1994 mit dem Ringen, nachdem sie vorher Basketball gespielt hatte. Entdeckt wurde sie für das Ringen von Anthony White, der auch ihr erster Trainer wurde. Im Alter von 20 Jahren trat sie in die US-Army ein und ist in Fort Carson (Colorado) stationiert. In der US-Army wird sie durch ein spezielles Programm für Weltklasse-Athleten gefördert. Sie wurde ferner Mitglied des Sunkist Kids Wrestling Club und trainiert im Trainingscenter des US-amerikanischen Ringerverbandes in Colorado Springs. Ihr dortiger Trainer ist Shon Lewis. Sie ist 1,65 Meter groß und rang während ihrer gesamten bisherigen Karriere immer in der höchsten Gewichtsklasse des Frauenringens (bis 2001 bis 75 kg und seit 2002 bis 72 kg). Ihr Army-Dienstgrad ist Sergeant.
2000 überraschte sie ihre US-amerikanische Konkurrenz und wurde bereits bei ihrer ersten Teilnahme an einer US-amerikanischen Meisterschaft Titelträgerin bei den Aktiven in der Gewichtsklasse bis 75 kg. Sie wurde daraufhin vom US-amerikanischen Ringerverband bei den Panamerikanischen Meisterschaften in Cali eingesetzt und gewann dort auf Anhieb ihren ersten internationalen Meistertitel vor Mildred Hernandez Perez aus Venezuela. Sie wurde kurz danach auch schon bei der Weltmeisterschaft in Sofia an den Start geschickt und belegte dort als Neuling einen guten 7. Platz. Siegerin in ihrer Gewichtsklasse wurde dabei Christine Nordhagen aus Kanada. 2001 wurde Iris Smith wieder US-amerikanische Meisterin und gewann bei den Panamerikanischen Meisterschaften in Santo Domingo erneut die Konkurrenz in der Gewichtsklasse bis 75 kg vor Yasmily Ramos aus Venezuela und Luisa Marcela Carias aus El Salvador. Bei der Weltmeisterschaft 2001 konnte sie dann nicht teilnehmen, weil sie in dieser Zeit bei der US-Army ihre Grundausbildung absolvierte, von der sie nicht freigestellt wurde.
2002 gewann sie ihren dritten US-amerikanischen Meistertitel in Folge. Bei der Panamerikanischen Meisterschaft dieses Jahres in Maracaibo konnte sie ihre Siege aus den beiden Vorjahren aber nicht wiederholen und kam hinter Ohenewa Akuffo aus Kanada und Yasmily Ramos nur auf den 3. Platz. Bei der US-amerikanischen Ausscheidung (Trials) für die Weltmeisterschaften 2002 wurde sie von der aus der Gewichtsklasse bis 67 kg aufgerückten Toccara Montgomery geschlagen und konnte deshalb bei der Weltmeisterschaft nicht starten. In den Jahren 2003 und 2004 konnte sie nicht ganz an ihre Leistungen aus den Jahren 2000 bis 2002 anknüpfen. Im Jahre 2003 belegte sie bei der US-amerikanischen Meisterschaft in der Gewichtsklasse bis 72 kg hinter Toccara Montgomery und Samantha Lang den 3. Platz, und 2004 erreichte sie bei der gleichen Meisterschaft hinter Toccara Montgomery, Stephany Lee und Catherine Downing gar nur den 4. Platz. Bei den Olympia-Trials 2004 scheiterte sie bereits im Vorfeld an Stephany Lee. Im März 2004 war ihr allerdings ein schöner internationaler Erfolg gelungen, als sie in der „Höhle des Löwen“, dem Iwan-Yarigin-Memorial in Krasnojarsk, den Sieg vor den beiden russischen Spitzenringerinnen Swetlana Martynenko und Anna Schamowa davontrug.
Das Jahr 2005 sah dann eine sich in hervorragender Form befindende Iris Smith. Sie wurde wieder US-amerikanische Meisterin vor Ali Bernard und siegte auch in den WM-Trials über diese Ringerin. Bei der Weltmeisterschaft in Budapest siegte sie über Stanka Slatewa aus Bulgarien, Agnieszka Wieczczek aus Polen, Anita Schätzle aus Deutschland und die fünffache Weltmeisterin Kyoko Hamaguchi aus Japan, die sie mit 2:1 Runden und 5:2 techn. Punkten schlug, und wurde neue Weltmeisterin.
In den nächsten Jahren gelang ihr kein so großer Erfolg mehr. Bei den US-amerikanischen Meisterschaften von 2007 bis 2011 landete sie viermal auf dem zweiten und einmal auf dem dritten Platz. Auch bei den Weltmeisterschafts-Ausscheidungen und den Olympia-Trials 2008 konnte sie nicht durchsetzen. Mindestens eine der folgenden Ringerinnen platzierte sich bei diesen Wettkämpfen immer vor ihr und verbaute ihr damit Starts bei den internationalen Meisterschaften: Kristie Marano (Kristie Davis), Stephany Lee, Ali Bernard oder Jenna Pavlik. Im Jahre 2010 gelang ihr aber noch einmal ein schöner Erfolg, denn sie wurde in Lahti/Finnland mit Siegen über Lijun Yang, China, Agnieszka Wieszczek und Wolha Chilko aus Belarus CISM-Militär-Weltmeisterin.

## Internationale Erfolge
| Jahr | Platz | Wettbewerb                                          | Gewichtsklasse | Ergebnis |
| 2000 | 1.    | Dave-Schultz-Memorial in Colorado Springs           | bis 75 kg      | vor Dominique Smalley und Donell Bradley, beide USA                                                             |
| 2000 | 1.    | Pan Amerikanische Meisterschaften in Cali           | bis 75 kg      | vor Ana Mildred Hernandez Perez, Venezuela, und Mayerly Ruiz Chavez, Kolumbien                                  |
| 2000 | 7.    | WM in Sofia                                         | bis 75 kg      | Siegerin: Christine Nordhagen, Kanada, vor Edyta Witkowska, Polen, und Kyoko Hamaguchi, Japan                   |
| 2001 | 2.    | Manitoba-Open                                       | bis 75 kg      | hinter Satrinina Vernon, USA, vor Mary Kleindorst, USA                                                          |
| 2001 | 1.    | Yasar-Dogu-Memorial in Ankara                       | bis 75 kg      | |
| 2001 | 1.    | Panamerikanische Meisterschaften in Santo Domingo   | bis 75 kg      | vor Yasmily Ramos, Venezuela, und Luisa Marcela Carias, El Salvador                                             |
| 2001 | 1.    | Dave-Schultz-Memorial in Colorado Springs           | bis 75 kg      | vor Inga Cecilia Alenius, Schweden                                                                              |
| 2002 | 3.    | Panamerikanische Meisterschaften in Maracaibo       | bis 72 kg      | hinter Ohenewa Akuffo, Kanada, und Yasmily Ramos                                                                |
| 2002 | 2.    | Sunkist-Kids-International-Open in Tempe (Arizona)  | bis 72 kg      | hinter Toccara Montgomery, vor Kaci Lyle, beide USA                                                             |
| 2003 | 3.    | Dave-Schultz-Memorial in Colorado Springs           | bis 72 kg      | hinter Toccara Montgomery und Samantha Lang, beide USA, vor Christine Nordhagen                                 |
| 2003 | 3.    | Sunkist-Kids-International-Open in Tempe (Arizona)  | bis 72 kg      | hinter Christina Nordhagen und Stephany Lee, USA                                                                |
| 2004 | 6.    | Dave-Schultz-Memorial in Colorado Springs           | bis 72 kg      | hinter Anita Schätzle, Deutschland, Stephany Lee, Toccara Montgomery, Ohenewa Akuffo und Catherine Downing, USA |
| 2004 | 1.    | Iwan-Yarigin-Memorial in Krasnojarsk                | bis 72 kg      | vor Swetlana Martynenko und Anna Schamowa, beide Russland                                                       |
| 2005 | 3.    | Welt-Cup in Clermont-Ferrand                        | bis 72 kg      | hinter Kyoko Hamaguchi und Swetlana Sajenko, Ukraine                                                            |
| 2005 | 1.    | WM in Budapest                                      | bis 72 kg      | nach Siege nüber Stanka Slatewa, Bulgarien, Agnieszka Wieszczek, Polen, Anita Schätzle und Kyoko Hamaguchi      |
| 2006 | 5.    | Iwan-Yarigin-Memorial in Krasnojarsk                | bis 72 kg      | hinter Darja Nasarenko, Russland, Swetlana Sajenko, Anna Schamowa und Alena Starodubzewa, Russland              |
| 2006 | 1.    | Sunkist-Kids-International-Open in Tempe (Arizona)  | bis 72 kg      | vor Pam Wilson, Kanada und Ashley Trushan, USA                                                                  |
| 2007 | 3.    | Dave-Schultz-Memorial in Colorado Springs           | bis 72 kg      | hinter Darja Nasarowa und Jelena Perepelkina, beide Russland, und vor Antia Schätzle                            |
| 2007 | 2.    | Intern. Turnier in Kiew                             | bis 72 kg      | hinter Jelena Perepelkina, Russland, vor Swetlana Sajenko                                                       |
| 2007 | 2.    | Grand-Prix in Tourcoing                             | bis 72 kg      | hinter Güzäl Mänürowa, Russland, vor Maider Unda Gonzales de Audicana, Spanien                                  |
| 2007 | 1.    | Sunkist-Kids-International-Open in Phönix (Arizona) | bis 72 kg      | vor Darja Nasarowa, Stephany Lee und Guzel Manjurowa                                                            |
| 2007 | 1.    | Haparanda-Cup                                       | bis 72 kg      | vor Diana Mudrag, Rumänien und Josefin Nilsson, Schweden                                                        |
| 2008 | 3.    | Iwan-Yarigin-Memorial in Krasnojarsk                | bis 72 kg      | hinter Stanka Slatewa und Otschirbatyn Burmaa, Mongolei                                                         |
| 2008 | 3.    | Intern. Turnier in Kiew                             | bis 72 kg      | hinter Guzel Manjurowa und Jelena Perepelkina                                                                   |
| 2009 | 3.    | Klippan-Lady-Open                                   | bis 72 kg      | hinter Alena Starodubzewa und Emma Weberg, Schweden                                                             |
| 2009 | 1.    | Sunkist-Kids-International-Open in Tempe (Arizona)  | bis 72 kg      | vor Stephany Lee und Pam Wilson, Kanada                                                                         |
| 2009 | 1.    | New-York-Athletic-Club-Christmas-International      | bis 72 kg      | vor Swetlana Sajenko und Marina Gastl, Österreich                                                               |
| 2010 | 2.    | Dave-Schultz-Memorial in Colorado Springs           | bis 72 kg      | hinter Li Dan, vor Hong Yan, beide China, und Unda Maider Gonzales de Audicana                                  |
| 2010 | 1.    | CISM-Militär-WM in Lahti/Finnland                   | bis 72 kg      | nach Siegen über Lijun Yang, China, Agnieszka Wieszcek, Polen und Wolha Chilko, Belarus                         |
| 2011 | 3.    | Dan-Kolow-Iwan-Petrow-Turnier in Burgas             | bis 72 kg      | hinter Stanka Slatewa und Ana Maria Otros, Rumänien                                                             |
| 2011 | 3.    | Alexander-Medwed-Turnier in Minsk                   | bis 72 kg      | hinter Kateryna Burmistrowa, Ukraine und Wassilissa Marsaljuk, Belarus                                          |

## US-amerikanische Meisterschaften
| Jahr | Platz | Gewichtsklasse | Ergebnis                                                      |
| 2000 | 1.    | bis 75 kg      |                                                               |
| 2001 | 1.    | bis 75 kg      | vor Satrinina Vernon und Alicia Mena                          |
| 2002 | 1.    | bis 72 kg      | vor Kaci Lyle und Satrinina Vernon                            |
| 2003 | 3.    | bis 72 kg      | hinter Toccara Montgomery und Samantha Lang                   |
| 2004 | 4.    | bis 72 kg      | hinter Toccara Montgomery, Stephany Lee und Catherine Downing |
| 2005 | 1.    | bis 72 kg      | vor Ali Bernard, Donell Bradley und Randi Miller              |
| 2007 | 2.    | bis 72 kg      | hinter Kristie Marano, vor Stephany Lee und Jenna Pavlik      |
| 2008 | 3.    | bis 72 kg      | hinter Ali Bernard und Katie Downing, vor Kristie Marano      |
| 2009 | 2.    | bis 72 kg      | hinter Jenna Pavlik, vor Lindsey Brooks                       |
| 2010 | 2.    | bis 72 kg      | hinter Stephany Lee, vor Melissa Simmons                      |
| 2011 | 2.    | bis 72 kg      | hinter Ali Bernard, vor Kendra Lewis und Melissa Simmons      |

## Erläuterungen
- alle Wettbewerbe im freien Stil
- WM = Weltmeisterschaft